# Dasyphora apicotaeniata
Dasyphora apicotaeniata är en tvåvingeart som beskrevs av Ni 1982. Dasyphora apicotaeniata ingår i släktet Dasyphora och familjen husflugor. Inga underarter finns listade i Catalogue of Life.